# Feihyla vittata
Feihyla vittata е вид жаба от семейство Rhacophoridae. Видът не е застрашен от изчезване.

## Разпространение
Разпространен е във Виетнам, Индия, Камбоджа, Китай, Лаос, Мианмар и Тайланд.

## Описание
Популацията на вида е стабилна.